# 普法芬豪森
普法芬豪森是德国巴伐利亚州的一个市镇。总面积21.14平方公里，总人口2383人，其中男性1195人，女性1188人（2011年12月31日），人口密度113人/平方公里。